# Sulbi
Sulbi är en ort i Estland. Den ligger i Sõmerpalu kommun och landskapet Võrumaa, i den södra delen av landet, 210 km sydost om huvudstaden Tallinn. Sulbi ligger 104 meter över havet och antalet invånare är 105.
Terrängen runt Sulbi är platt. Runt Sulbi är det glesbefolkat, med 10 invånare per kvadratkilometer. Närmaste större samhälle är Võru, 17,7 km sydost om Sulbi. I omgivningarna runt Sulbi växer i huvudsak blandskog.